# Colla mac Báirid
Colla mac Báirid ou Colla ua Báirid (peut-être le vieux norrois : Kolli mort 932 est un chef Viking qui règne sur Limerick au début du Xe siècle. Il apparaît pour la première fois dans les annales contemporaines en 924 lorsqu'elles relèvent qu'il conduit le raid d'une flotte sur le Lough Ree. Il est présent une seconde et dernière fois en 932 lorsque sa mort est relevée. Dans ces deux mentions il est désigné comme roi de Limerick. L'origine familiale de Colla demeure incertaine ; selon une hypothèse il est le fils ou le petit fils de  Bárid mac Ímair, un Uí Ímair roi de Dublin, et selon une autre il serait le fils de Bárid mac Oitir.

## Contexte
Un camp viking est mentionné pour la première fois à Limerick, dans les récits contemporains en 845, bien qu'il ne soit pas précisé s'il s'agit d'un établissement permanent. S'il s'agit bien du site à partir duquel se développera ensuite la ville de Limerick, elle est fondée par les Vikings in 845 et il est possible que ses occupants soient les « Étrangers blancs » conduits par Otir en 917 et 918 et connus comme sujets des « Étrangers noirs » de Dublin.respectivement ,. En 922, un Jarl basé à Limerick nommé Tomrair mac Ailchi est relevé comme conduisant des raids sur les églises et les îles du  Shannon et dans d'autres lieux en Irlande, peut-être dans le but d'affirmer l'indépendance de Limerick après la mort l'année précédente de  Ragnall ua Ímair, que les récits contemporains décrivent comme le « roi de  Étrangers noirs et blancs ». Gothfrith Uí Ímair, roi des vikings de Dublin en 924 est mentionné comme ayant attaqué  Limerick mais avoir perdu beaucoup d'hommes face aux forces de Tomrair mac Ailchi.

## Biographie
Colla mac Báirid est mentionné pour la première fois dans les Chroniques d'Irlande en 924 par les Annales des quatre maîtres et le Chronicon Scotorum Dans leurs récits, Colla, est désigné comme seigneur ou roi de Limerick, il est décrit comme menant une flotte sur le Lough Ree, à la suite de quoi Echtigern mac Flannchad, roi de Bregmaine, est tué par Colla et ses hommes.. Il est mentionné dans les récits contemporains une seconde et dernière fois en
932 quand le  Chronicon Scotorum décrit sa mort. Dans cette mention particulière il est désigné comme Colla ua Báirid, signifiant Colla petit-fils de Bárid, au lieu de Colla mac Báirid, signifiant Colla fils Bárid, comme il est mentionné par les annales de 924. On ignore s'il s'agit d'une erreur ou non, mais in estime que les deux récits sont relatifs au même personnage.
Deux théories ont été avancées sur l'origine de Colla mac Báirid. Pour la première il est un fils ou un petit-fils de Bárid mac Ímair, roi de Dublin, ce qui fait de Limerick un poste avancé des Uí Ímair. La seconde théorie considère que Colla est un fils de Bárid mac Oitir qui combat Ragnall ua Ímair lors d'un engagement naval au large de l'Ile de Man en 914, et qui serait le fils de l'Otir qui avait combattu aux côtés de Ragnall ua Ímair lors de la  Bataille de Corbridge en 918. Clare Downham considère la seconde proposition comme plus compatible avec la chronologie et à la situation politique de l'Irlande de l'époque .